# Boo HC

Boo HC (Boo Hockey Club) är en ishockeyklubb i Nacka kommun i Sverige. Verksamheten bedrivs i huvudsak i anknytning till Björknäs IP i Saltsjö-Boo i Nacka kommun. Föreningen är en av Sveriges största hockeyföreningar med ca 700 aktiva spelare år 2025. Verksamheten fokuserar främst på att utveckla ungdomsspelare.
Föreningen grundades 1942 under namnet Boo IF. Verksamheten bedrevs till en början framförallt på Kvarndammen, ett mindre träsk beläget ca 500 meter från nuvarande Björknäs IP som idag är föreningens hemvist. År 2011 bröt sig hockeysektionen ur från Boo IF och bildade därmed Boo Hockey. 
Under större delen av 80 och 90-talet spelade klubbens A-lag större delen i division 2.
Boo HC har fostrat flera framstående ishockeyspelare. Alexander Holtz, Alexander Wennberg, Fabian Eggenberger,  Filip Larsson, Rasmus Ahlholm och Simon Johansson har alla Boo HC som moderklubb.  
Föreningen är också arrangör av Turex Cup, en av Sveriges äldsta och mest anrika hockeyturneringar som startade 1975 med Turex Rör AB som huvudsponsor.